# Steve Bartek
Pour les articles homonymes, voir Bartek.
Steve Bartek est un compositeur américain, né le 30 janvier 1952 à Garfield Heights, dans l'Ohio (États-Unis). 
C'est l'un des membres fondateurs et guitariste du groupe new wave/ska Oingo Boingo (1979-1995) dont le leader était Danny Elfman.
Il a aussi été orchestrateur dans plusieurs films dont Elfman a composé la bande originale.

## Filmographie

### Comme compositeur
- 1998 : Meet the Deedles : Luau Band Member
- 1991 : Guilty as Charged
- 1992 : Past Midnight
- 1992 : Amazing Stories: Book Two (vidéo)
- 1994 : Cabin Boy
- 1995 : Alarme Totale (National Lampoon's Senior Trip)
- 1995 : Coldblooded
- 1997 : Nightmare Ned (série TV)
- 1997 : Romy et Michelle, les reines de la soirée (Romy and Michele's High School Reunion)
- 1998 : Meet the Deedles
- 2000 : Jour blanc (Snow Day)
- 2000 : Dingo et Max 2 : Les sportifs de l'extrême (An Extremely Goofy Movie) (vidéo)
- 2000 : The Crew
- 2001 : Novocaïne (Novocaine)
- 2003 : Carolina
- 2004 : Saison 1 de Desperate Housewives (5 premiers épisodes)

### Comme acteur
- 1986 : À fond la fac (Back to School) d'Alan Metter : Oingo Boingo Band Member